# Vasylj Ivančuk
Vasylj Myhajlovič Ivančuk (ukrajinski: Василь Михайлович Іванчук; Kopyčynci, Ternopoljska oblast, Ukrajina, 18. ožujka 1969.) ukrajinski je šahovski velemajstor.
Najviši rejting u karijeri mu je bio 2787 kojeg je dosegao listopada 2007. godine. U rujnu 2011. mu je rejting po FIDA-i bio 2765., po čemu je bio 7. igrač na FIDA-inoj ljestvici.